# Dallas Johnson

a Compétitions nationales et continentales officielles uniquement.

b Matchs officiels uniquement.
Dallas Johnson, né le 26 novembre 1982 à Atherton, est un joueur de rugby à XIII australien évoluant au poste de pilier ou deuxième ligne dans les années 2000. Au cours de sa carrière, il a remporté la National Rugby League à deux reprises en 2007 et 2009 avec les Melbourne Storm avant de rejoindre en 2010 la France et les Dragons Catalans.